# Helmut Brandes
Helmut Brandes (* 1932 in Celle) ist ein deutscher Jurist. Er war vom 1. Oktober 1980 bis zu seinem Eintritt in den Ruhestand am 30. September 1997 Richter am Bundesgerichtshof.

## Leben und beruflicher Werdegang
Brandes begann seinen beruflichen Werdegang als Steuerinspektor beim Finanzamt Stade. Ab 1960 studierte er Rechtswissenschaften in Hamburg. Ab 1964 war er Gerichtsassessor in Hamburg, 1967 Richter am Amtsgericht Hamburg und ab 1971 am Amtsgericht Hannover. Seit 1975 war er als Richter am Oberlandesgericht Celle tätig. Seit 1973 war Brandes nebenamtliches Mitglied des Justizprüfungsamts in Hannover. 1979 wurde er als nichtständiger Beisitzer für die ordentliche Gerichtsbarkeit an den Niedersächsischen Dienstgerichtshof für Richter berufen. 1980 wurde er zum Richter am Bundesgerichtshof ernannt, bei dem er dem II. Zivilsenat angehörte, bis er am 1. März als Vorsitzender Richter zum IX. Zivilsenat wechselte. Am 30. September 1997 trat er in den Ruhestand.

## Veröffentlichungen
- Höchstrichterliche Rechtsprechung zum Insolvenzrecht. RWS-Skript 262, 3. Auflage. Köln 2001. Verlag Kommunikationsforum GmbH – Recht Wirtschaft Steuern, ISBN 978-3-8145-1262-4
- Die Rechtsprechung des BGH zur GmbH, Wertpapier-Mitteilungen 1999, 1992
- Die Rechtsprechung des BGH zur GmbH & Co. KG und zur Publikumsgesellschaft, Wertpapier-Mitteilungen 1987
- Die Rechtsprechung des BGH zur offenen Handels- und Kommanditgesellschaft, ohne GmbH & Co. KG, Wertpapier-Mitteilungen 1986
- Die Rechtsprechung des Bundesgerichtshofs zur Personengesellschaft, Wertpapier-Mitteilungen 2000, 385–391

| Personendaten    | Personendaten                                  |
| ---------------- | ---------------------------------------------- |
| NAME             | Brandes, Helmut                                |
| KURZBESCHREIBUNG | deutscher Jurist, Richter am Bundesgerichtshof |
| GEBURTSDATUM     | 1932                                           |
| GEBURTSORT       | Celle                                          |